# Thorwald Proll
Thorwald Proll, né le 22 juillet 1941 à Cassel, est un essayiste allemand. Il est le frère de Astrid Proll, membre de la Fraction armée rouge.

## Biographie
Avec Andreas Baader, Horst Söhnlein et Gudrun Ensslin, il a mis le feu le 2 avril 1968 à un grand magasin à Francfort-sur-le-Main, pour protester contre le génocide en cours au Viêt Nam. 

## Œuvres
- Thorwald Proll, Daniel Dubbe: Wir kamen vom anderen Stern. 2003  (ISBN 3-89401-420-2)
- Thorwald Proll: Mein 68. Aufzeichnungen, Briefe, Interviews. 1999  (ISBN 3-930272-03-2)
- Thorwald Proll: Bringt Opi um : Lyrische Konterbande. Verlag Auf Hoher See, Hamburg 1993  (ISBN 3-930272-00-8)
- Thorwald Proll, Martina Blick (Hrsg.): Die schönste Jugend ist gefangen. Freiheit für Irmgard Möller in Lyrik und Prosa. 1994  (ISBN 3-930272-01-6)
- Ursi Dietz, Thorwald Proll, Sigurd Wendland: Es geht mit rechten Dingen zu... Bilder und Gedichte. Handarbeit im Selbstverlag 1980
- Thorwald Proll: Einmaliges aus der Alten Welt. Gedichte und Prollagen. Zweiter Teil. Eigenverlag, Hamburg 1979
- Thorwald Proll: Den Taten auf der Spur. Gedichte und Prollagen; Édition Nautilus, Verlag Lutz Schulenburg, Hamburg 1977 (Reihe: Flugschrift 22)  (ISBN 3-921523-24-9)
- Thorwald Proll: keine nacht für niemand. gedichte. Karin Kramer Verlag, Berlin 1975  (ISBN 3-87956-076-5)
- Thorwald Proll: sicherheit und (m)ordnung. Luchterhand Verlag, Darmstadt und Neuwied 1972 (Reihe: Luchterhand Typoskript)
- Thorwald Proll: Thorwalds Aesthetische Reise zu den sozialistischen Gesellschaftsinseln in London Paris Rom Strassburg Neapel Nepal Mailand München West-Berlin Köln. Eigenverlag, Köln o.J.
- Andreas Baader, Gudrun Ensslin, Thorwald Proll, Horst Söhnlein: Vor einer solchen Justiz verteidigen wir uns nicht. Schlußwort im Kaufhausbrandprozeß. Mit einem Nachwort von Bernward Vesper und einer Erklärung des SDS Berlin. Édition Voltaire, Frankfurt am Main und Berlin 1968. (Reihe: Voltaire Flugschrift 27)